# 战车比赛

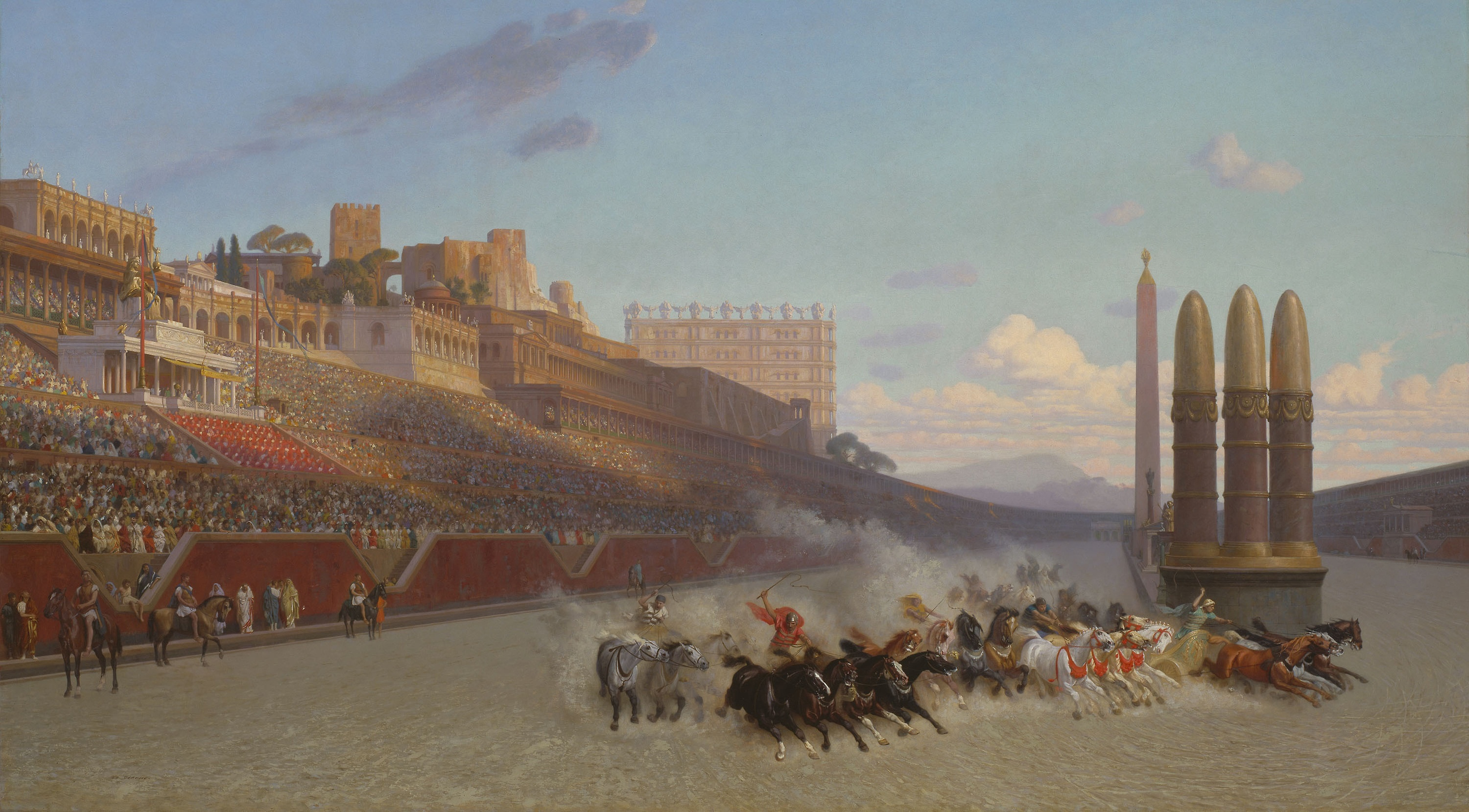
战车比赛

战车比赛是古希腊、羅馬帝國和東羅馬帝國時期流行的体育运动。比赛在由两匹、四匹或六匹马牵引的小型两轮车之间进行。這些車被叫做戰車，大家要沿著賽道跑向終點，戰車在奔跑的時候允許相互之間碰撞。战车在相互碰撞时很容易被撞坏，此時驾车者還會有生命危險。